# Conor Hazard
Conor William Hazard (Downpatrick, el 5 de marzo de 1998) es un futbolista profesional británico que juega como portero en el Plymouth Argyle F. C. de la League One y en la selección de Irlanda del Norte.
Anteriormente jugó en el Celtic F. C., donde formó parte del equipo que ganó la final de la Copa de Escocia de 2020, y estuvo cedido en el Falkirk F. C., el Partick Thistle F. C., el Dundee F. C. (en dos etapas distintas) y el HJK Helsinki finlandés, con el que ganó la Veikkausliiga de 2022.

## Trayectoria

### Celtic
Hazard comenzó su carrera en el Cliftonville antes de fichar por el Celtic,el club de su infancia, en julio de 2014.
Al comienzo de la temporada 2017-18, Brendan Rodgers ascendió a Hazard al primer equipo del Celtic como tercer portero, por detrás de Craig Gordon y Dorus de Vries. El 8 de septiembre de 2017, Hazard firmó un nuevo contrato de cuatro años con el entonces campeón escocés.

#### Préstamos
En enero de 2018, Hazard se marchó cedido al Falkirk, club de la Scottish Championship. Debutó como profesional en la victoria por 3-1 ante el Brechin City el 6 de febrero de 2018.
Hazard se trasladó cedido a otro club de la Scottish Championship, el Partick Thistle, en enero de 2019. Ayudó a su equipo a alcanzar los cuartos de final de la Copa de Escocia, llevando al Hearts a un replay en el que Hazard detuvo un penalti pero encajó un gol en los últimos minutos, perdiendo finalmente el equipo por 2-1 y quedando eliminado del torneo.
Hazard se unió al Dundee en un préstamo de emergencia en octubre de 2019, en sustitución del titular habitual Jack Hamilton, que estaba de baja después de que le extirparan el apéndice. Hazard jugó cinco partidos con el Dundee antes de regresar al Celtic en noviembre tras el regreso de Hamilton. Después de impresionar al entrenador del Dundee, James McPake, durante su breve estancia en el club, Hazard regresó a los Dark Blues cedido para el resto de la temporada en enero.Hazard volvió a ocupar el puesto de titular en febrero, y solo encajó un gol en sus siguientes seis partidos, logrando cinco partidos consecutivos sin recibir goles. Sin embargo, tanto la gran racha de Hazard como la del Dundee se vieron truncadas debido a la pandemia de COVID-19, lo que provocó el final anticipado de la temporada en abril de 2020.

### Plymouth Argyle
El 11 de julio de 2023, Hazard fichó por el Plymouth Argyle, recién ascendido a la EFL Championship, por una cantidad no revelada.

## Selección nacional
Hazard debutó con la selección sub-19 de Irlanda del Norte el 26 de marzo de 2016 en el Sportpark Parkzicht, en una derrota por 1-0 ante Países Bajos. Su primer partido como internacional absoluto con Irlanda del Norte lo disputó el 3 de junio de 2018, en una derrota por 3-0 ante Costa Rica.

#### Particiones internacionales
| N.º | Fecha              | Sede                                                 | Rival      | Participación    | Resultado | Competición      |
| --- | ------------------ | ---------------------------------------------------- | ---------- | ---------------- | --------- | ---------------- |
| 1   | 3 de junio de 2018 | Estadio Nacional de Costa Rica, San José, Costa Rica | Costa Rica | 1 (al minuto 73) | 3 - 0     | Partido amistoso |

## Clubes
| Club                             | País       | Año              |
| -------------------------------- | ---------- | ---------------- |
| Celtic F. C.                     | Escocia    | 2017-2023        |
| Falkirk F. C. (préstamo)         | Escocia    | 2018             |
| Partick Thistle F. C. (préstamo) | Escocia    | 2019             |
| Dundee F. C. (préstamo)          | Escocia    | 2019             |
| Dundee F. C. (préstamo)          | Escocia    | 2020             |
| HJK Helsinki (préstamo)          | Finlandia  | 2022             |
| Plymouth Argyle F. C.            | Inglaterra | 2023-actualmente |

## Palmarés

### Títulos nacionales
| Título          | Club         | País      | Año  |
| --------------- | ------------ | --------- | ---- |
| Copa de Escocia | Celtic F. C. | Escocia   | 2020 |
| Veikkausliiga   | HJK Helsinki | Finlandia | 2022 |